# Северная (гостиница, Петрозаводск)
Гостиница «Северная» — старейшая гостиница города Петрозаводска Республики Карелия. Расположенное на проспекте Ленина здание является градостроительной доминантой исторического центра города и памятником архитектуры регионального значения.

## История
К началу XX века Петрозаводск располагал лишь меблированными комнатами. По перспективному плану застройки города 1930 года властями было определено место для размещения гостиницы на 182 номера — им стал участок на пересечении проспекта Ленина и улицы Энгельса. Первый проект здания был выполнен в 1934 году, 1 марта 1939 года возведение гостиницы было завершено.
Учреждение принимало гостей вплоть до ноября 1941 года, когда налёты немецко-финских самолётов вывели его из строя; к 1944 году гостиница была разрушена практически до основания. По окончании Великой Отечественной войны летом 1945 года было принято решение о восстановлении «Северной», и спустя три года реконструированная с использованием фундаментов прежнего здания гостиница вновь стала размещать посетителей.
Уже в XXI веке здесь были открыты первый в городе зал для переговоров и деловых встреч, спортивно-оздоровительный центр и салон красоты, кофейня, в стенах комплекса открылись офисы ряда известных компаний.
В 1997 году по решению коллегии Госстроя РФ гостиница «Северная» признана лучшей среди провинциальных гостиниц России. В 2004 году она получила диплом качества в программе «Сто лучших товаров России» в номинации «Услуги».
В 2011 году муниципальная гостиница была продана частному собственнику — Леониду Белуге (Холдинг «Лотос», г. Петрозаводск), после чего была начата масштабная реконструкция. Была полностью реконструирована крыша с деревянными перекрытиями, за счет чего появился мансардный этаж, были ликвидированы номера без удобств, крылья гостиницы были соединены стеклянной галереей для удобства гостей, благоустроен внутренний дворик с фонтаном и многое другое. Все эти преобразования позволили присвоить гостинице в 2020 году категорию «4 звезды».
30 мая 2021 года на верхнем этаже гостиницы произошёл пожар. Была повреждена кровля и помещения гостиницы, общая площадь пожара около 500 м². Постояльцы и персонал были своевременно эвакуированы, жертв и пострадавших не было.

## Архитектура
Первоначальное здание гостиницы «Северная», выдержанное в духе конструктивизма, было возведено к 1939 году по проекту архитектора Юрия Русанова, строившего в Петрозаводске в предвоенные годы. Он предложил удачное планировочное решение в виде двух четырёхэтажных корпусов вдоль проспекта Ленина и улицы Энгельса с полукруглой центральной частью фасада, обращённой к перекрёстку.

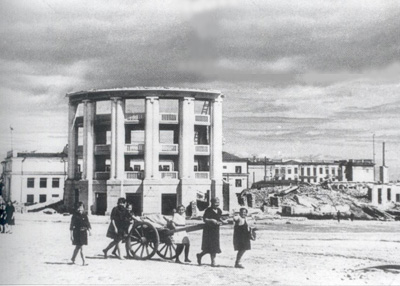
Вид на разрушенное здание гостиницы «Северная» в 1944 году

Во время оккупации города немецко-финскими войсками здание гостиницы было практически полностью уничтожено. Послевоенное его восстановление проводилось по проекту архитектора Кусиэля Гутина, который внёс значительные изменения в объёмно-пространственную композицию и стилевое решение фасадов. Здание было перестроено в традициях неоклассицизма. Для создания более выразительного силуэта высота боковых корпусов была уменьшена до трёх этажей, а над полукруглой центральной частью возведён аттик, декор приобрёл классические формы с развитым ордером и обилием лепных украшений белого цвета, которые контрастно выделяются на красно-коричневом фоне рустованных стен.

## Охрана
В 2013 году на основании распоряжения Правительства Республики Карелия здание гостиницы «Северная» было включено в единый государственный реестр объектов культурного наследия в качестве памятника архитектуры регионального значения.